# Annweiler am Trifels
Annweiler am Trifels är en stad i Landkreis Südliche Weinstraße i förbundslandet Rheinland-Pfalz i Tyskland.
Staden ingår i kommunalförbundet Verbandsgemeinde Annweiler am Trifels tillsammans med ytterligare 12 kommuner.

## Bildgalleri

Annweiler am Trifels
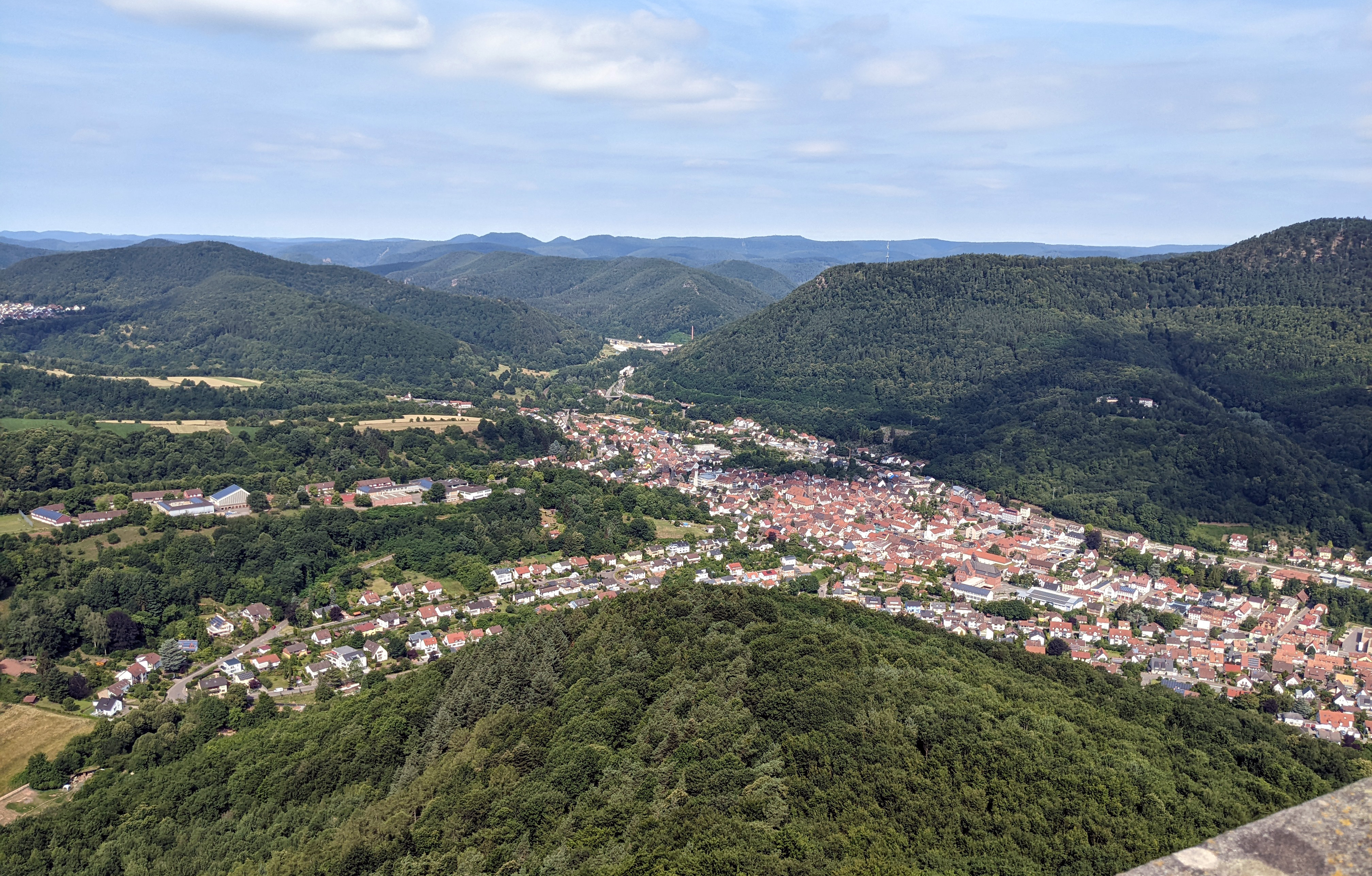
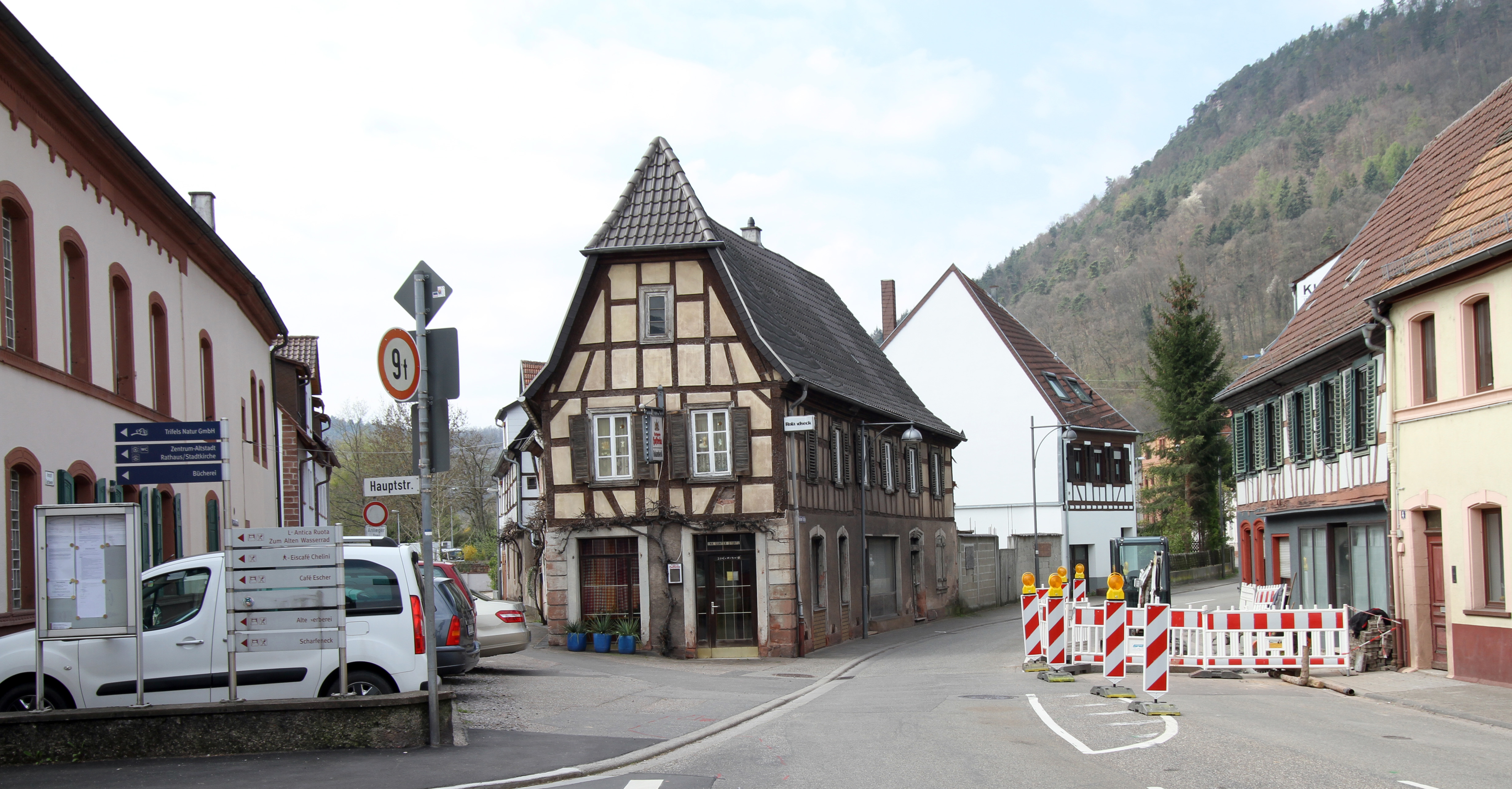
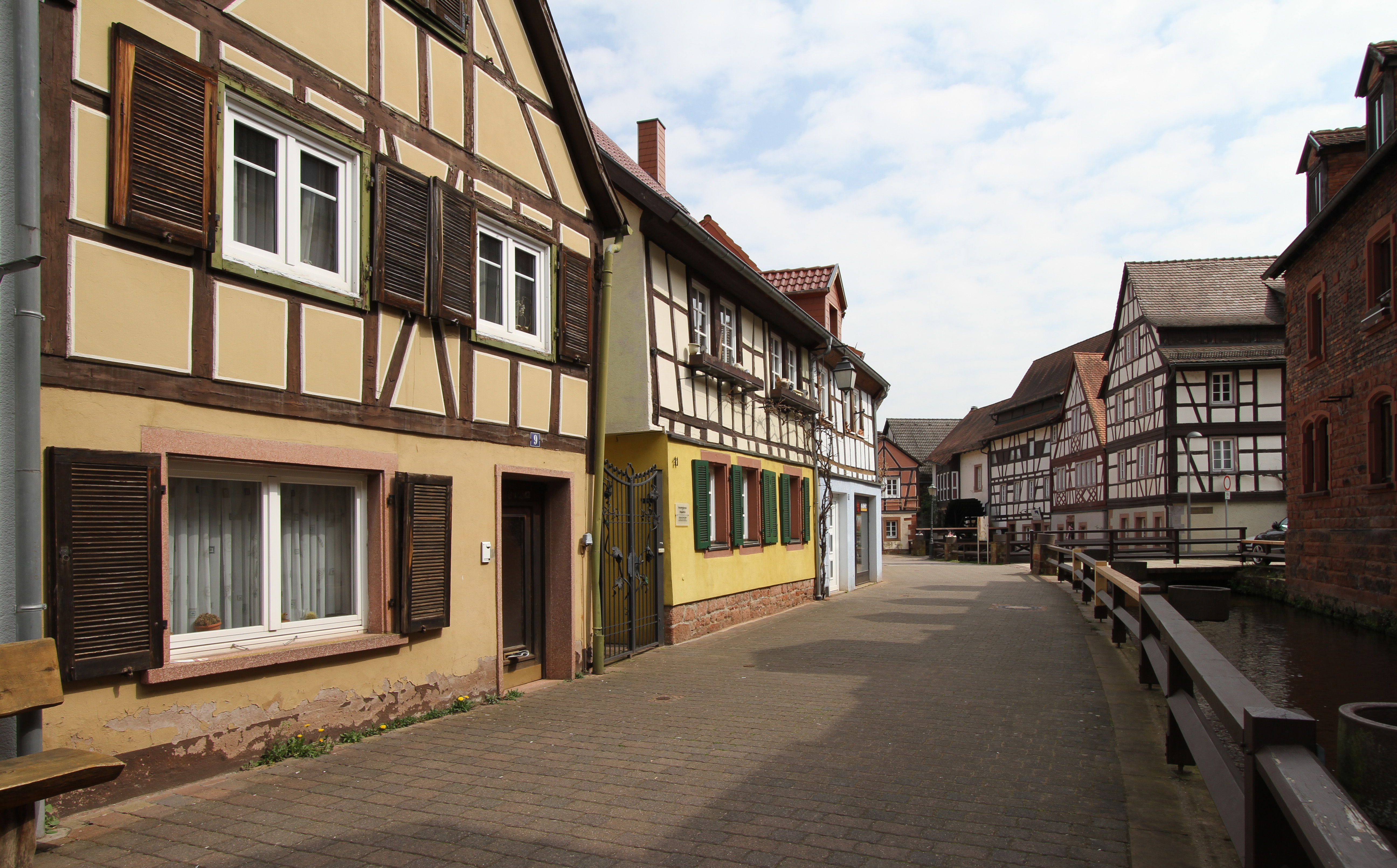
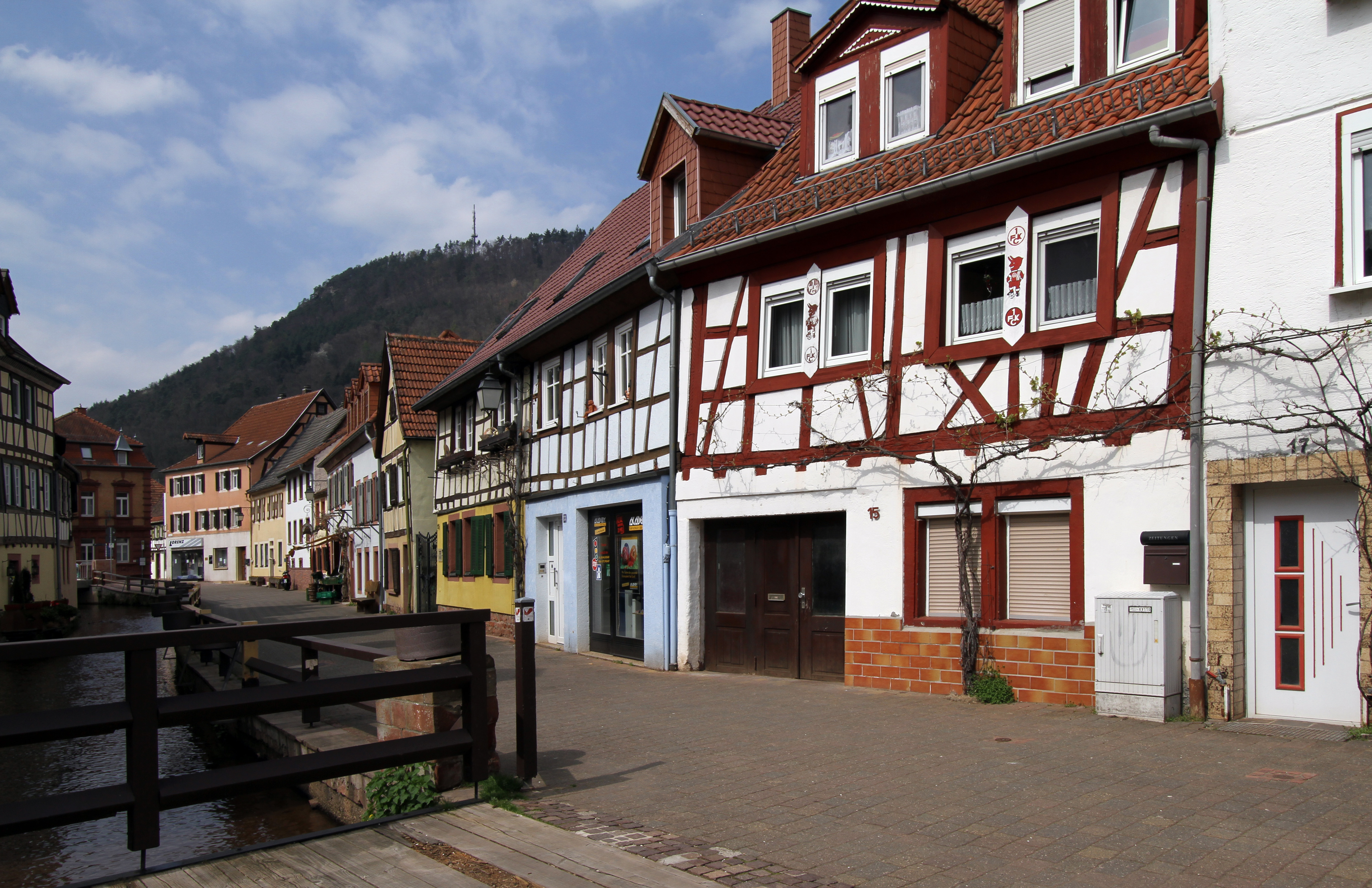
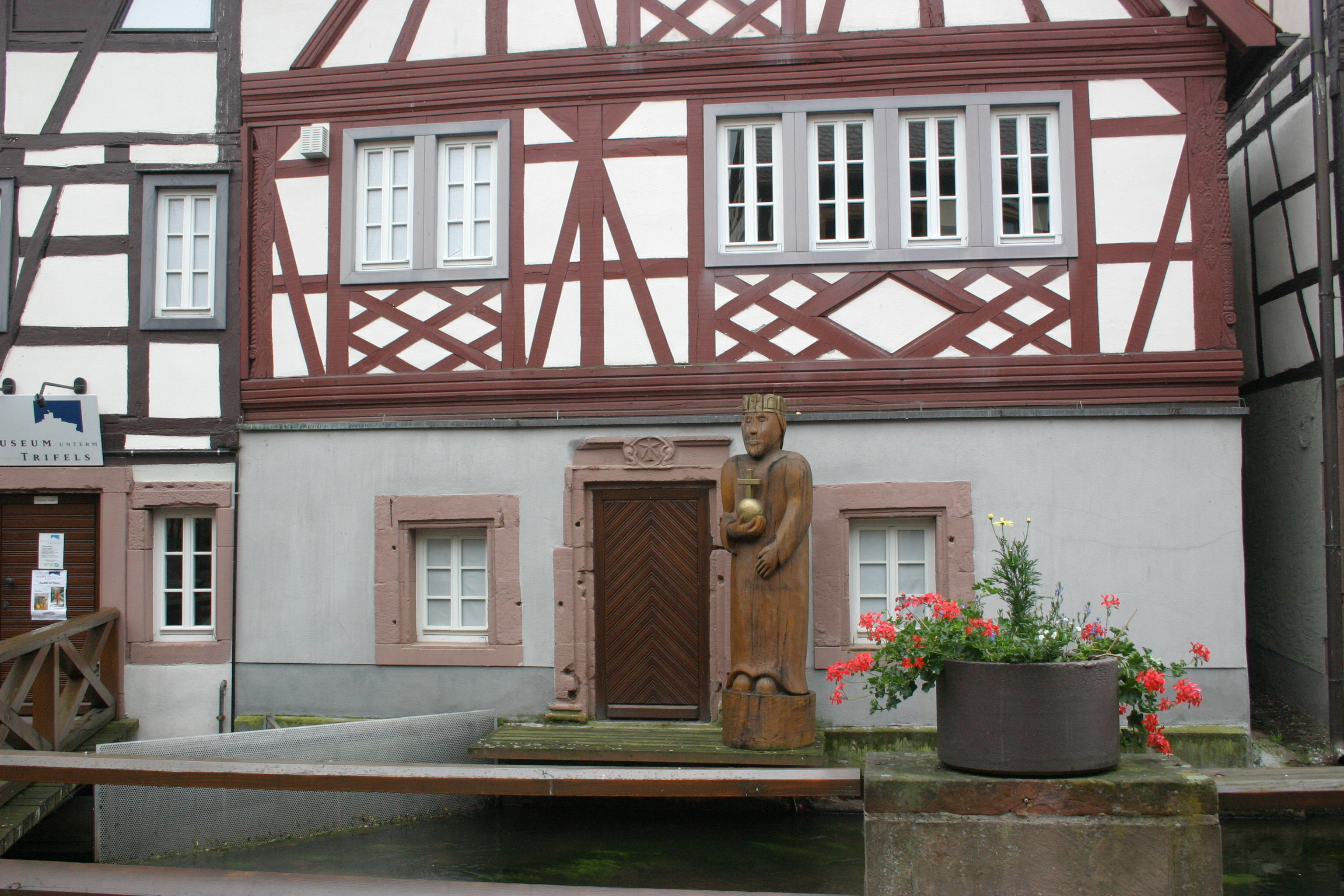
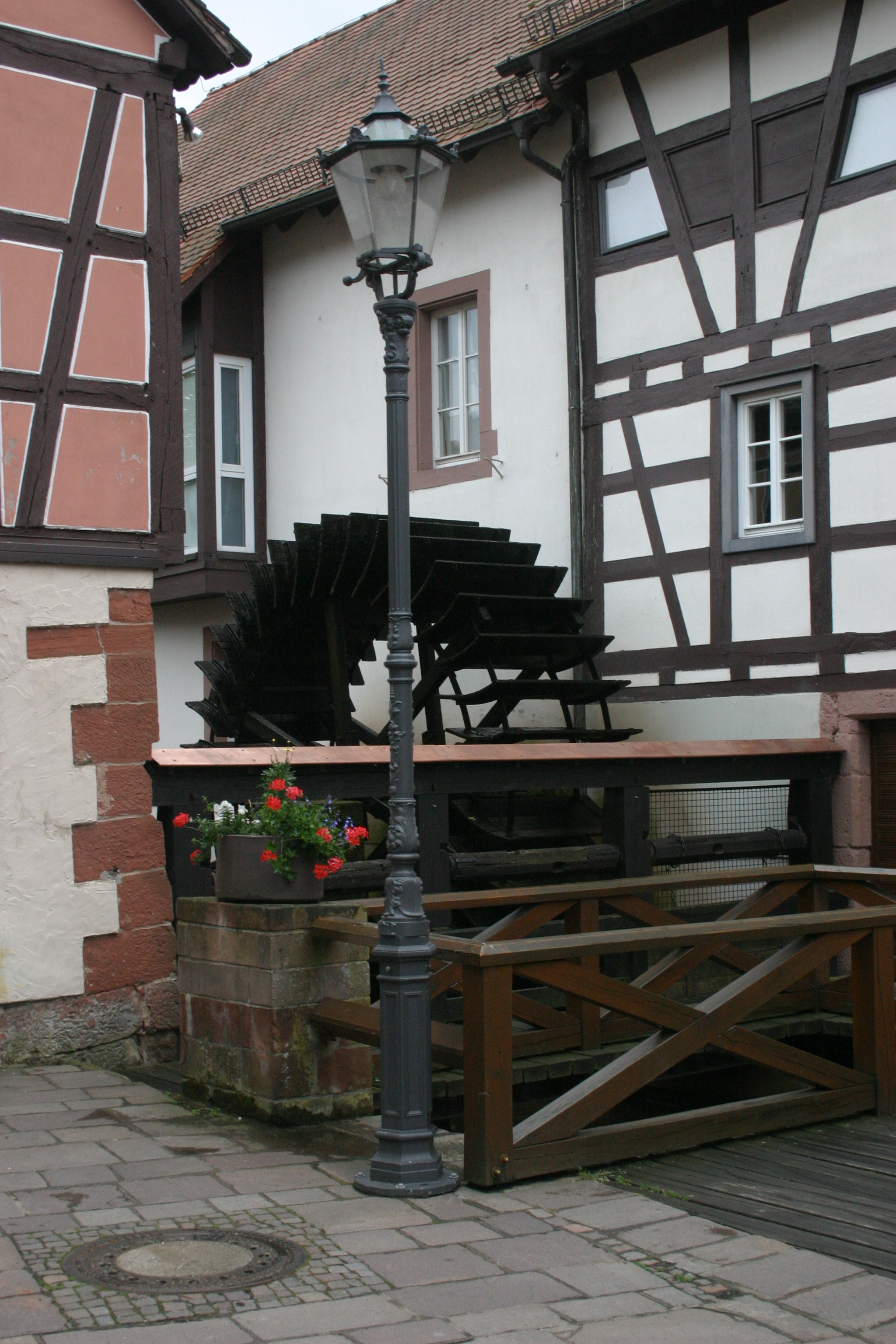
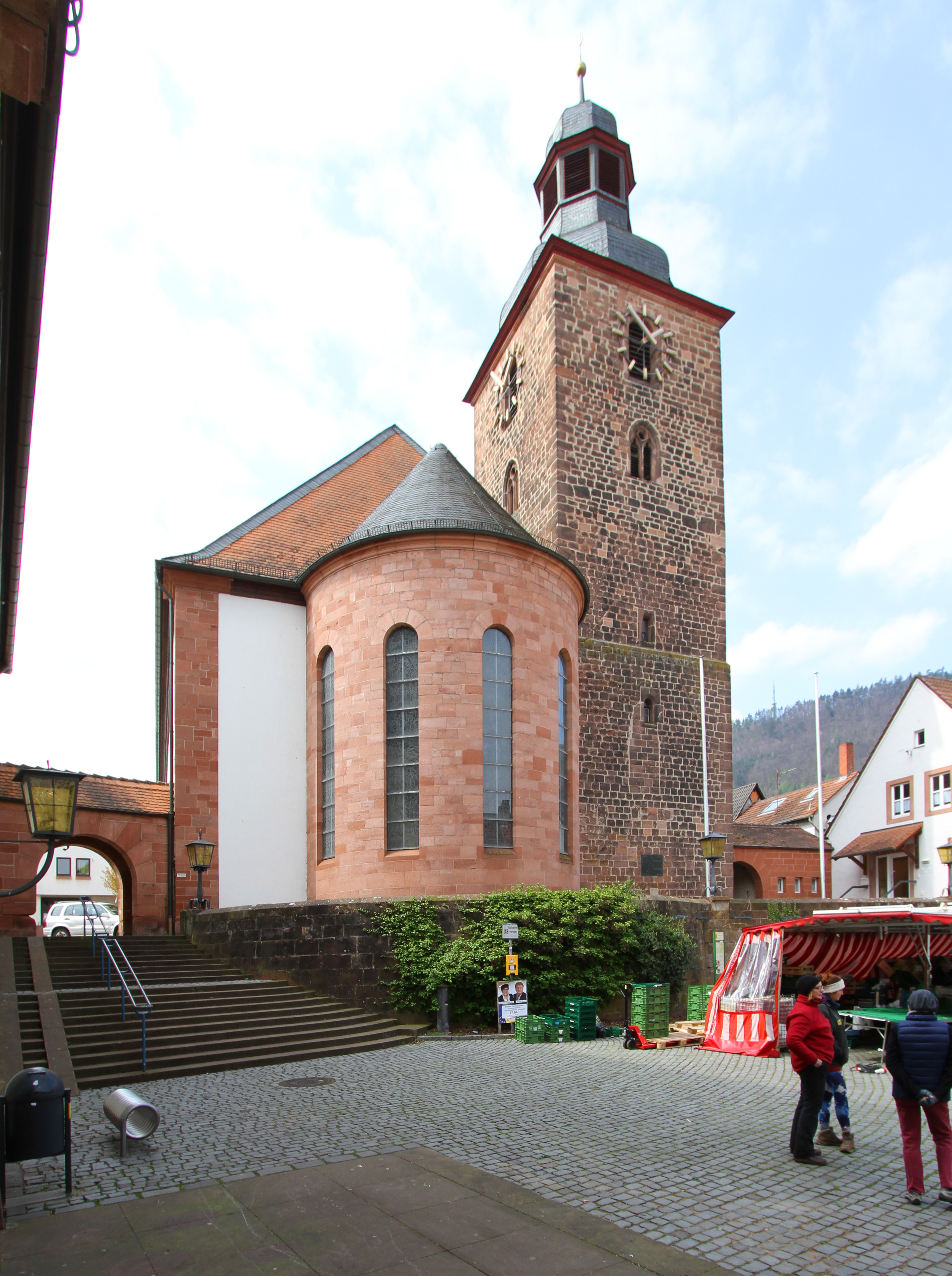
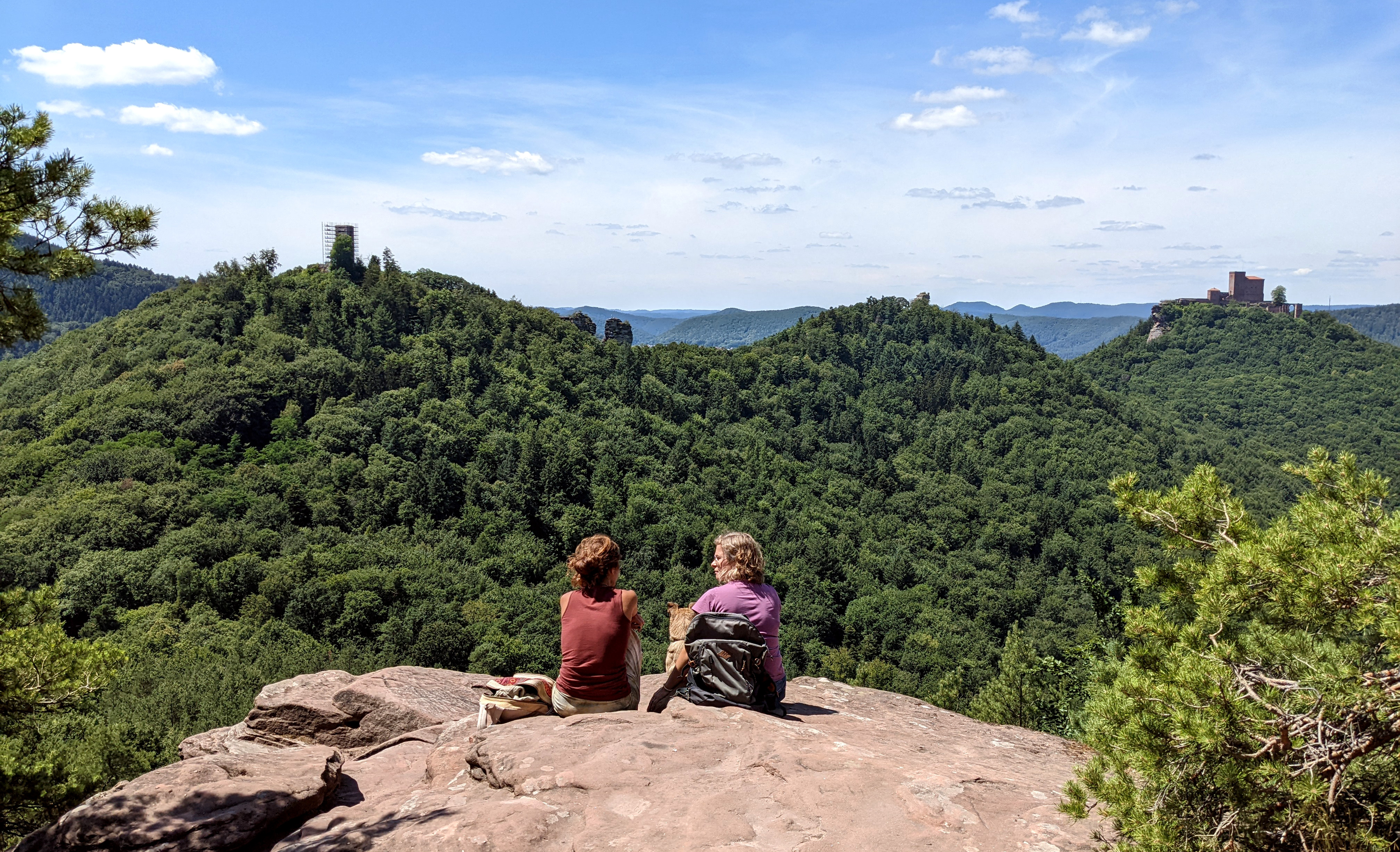
Trifels